# John Durango
John Durango (* 18. Oktober 1977 Medellín) ist ein ehemaliger kolumbianischer Bahn- und Straßenradrennfahrer.
John Durango gewann 2003 zwei Etappen der Vuelta a Uraba und entschied auch die Gesamtwertung für sich. Auch bei der Clàsica Gobernacion de Casanare war er auf zwei Teilstücken erfolgreich. Außerdem wurde Durango kolumbianischer Bahnradmeister im Madison gemeinsam mit Leonardo Duque. Ab 2008 fuhr er für das US-amerikanische Continental Team Toshiba-AEG. In seinem ersten Jahr dort gewann er eine Etappe bei der Vuelta al Valle.

## Erfolge – Bahn
2003
- Kolumbianischer Meister – Madison mit Leonardo Duque

## Teams
- 2008 Toshiba-AEG

| Personendaten    | Personendaten                                  |
| ---------------- | ---------------------------------------------- |
| NAME             | Durango, John                                  |
| KURZBESCHREIBUNG | kolumbianischer Bahn- und Straßenradrennfahrer |
| GEBURTSDATUM     | 18. Oktober 1977                               |
| GEBURTSORT       | Medellín                                       |